# Curly Putman
Curly Putman, född 20 november 1930, död 30 oktober 2016, var en amerikansk låtskrivare inom countrymusik.  
Hans absolut största succe var "Green Green Grass of Home", först inspelad 1964 av Porter Wagoner och senare av bland annat Tom Jones, Roger Miller, Elvis Presley, Kenny Rogers, Don Williams, Johnny Paycheck, Burl Ives, Johnny Darrell, Gram Parsons, Joan Baez, Jerry Lee Lewis, The Grateful Dead, Johnny Cash, Roberto Leal, Dean Martin, George Jones, Merle Haggard, Bobby Bare, Joe Tex, Nana Mouskouri, Charley Pride.Den finns även i en svensk version inspelad av bland annat Jan Malmsjö med titeln ”En sång en gång för länge sen”. Putman skrev även låtar till artister som Tammy Wynette, låten D-I-V-O-R-C-E tillsammans med Bobby Braddock. Hon har även skrivit låten Dumb Blonde åt Dolly Parton. 